# Saint-Nicolas-lès-Cîteaux
Saint-Nicolas-lès-Cîteaux és un municipi francès, situat al departament de la Costa d'Or i a la regió de Borgonya - Franc Comtat. L'any 2007 tenia 463 habitants.

## Demografia

### Població
El 2007 la població de fet de Saint-Nicolas-lès-Cîteaux era de 463 persones. Hi havia 124 famílies, de les quals 16 eren unipersonals (4 homes vivint sols i 12 dones vivint soles), 24 parelles sense fills, 80 parelles amb fills i 4 famílies monoparentals amb fills.
La població ha evolucionat segons el següent gràfic:
Habitants censats

### Habitatges
El 2007 hi havia 161 habitatges, 138 eren l'habitatge principal de la família, 7 eren segones residències i 16 estaven desocupats. 143 eren cases i 15 eren apartaments. Dels 138 habitatges principals, 102 estaven ocupats pels seus propietaris, 29 estaven llogats i ocupats pels llogaters i 7 estaven cedits a títol gratuït; 5 tenien una cambra, 5 en tenien dues, 19 en tenien tres, 31 en tenien quatre i 78 en tenien cinc o més. 107 habitatges disposaven pel capbaix d'una plaça de pàrquing. A 56 habitatges hi havia un automòbil i a 75 n'hi havia dos o més.

### Piràmide de població
La piràmide de població per edats i sexe el 2009 era:
| Homes | Edats   | Dones |
| ----- | ------- | ----- |
| 0     | 95 o +  | 0     |
| 0     | 90 a 94 | 0     |
| 4     | 85 a 89 | 0     |
| 4     | 80 a 84 | 0     |
| 12    | 75 a 79 | 12    |
| 12    | 70 a 74 | 0     |
| 4     | 65 a 69 | 8     |
| 8     | 60 a 64 | 4     |
| 4     | 55 a 59 | 8     |
| 12    | 50 a 54 | 4     |
| 20    | 45 a 49 | 20    |
| 20    | 40 a 44 | 20    |
| 12    | 35 a 39 | 20    |
| 12    | 30 a 34 | 12    |
| 20    | 25 a 29 | 20    |
| 8     | 20 a 24 | 12    |
| 36    | 15 a 19 | 20    |
| 20    | 10 a 14 | 16    |
| 12    | 5 a 9   | 24    |
| 16    | 0 a 4   | 16    |

## Economia
El 2007 la població en edat de treballar era de 301 persones, 224 eren actives i 77 eren inactives. De les 224 persones actives 210 estaven ocupades (111 homes i 99 dones) i 14 estaven aturades (5 homes i 9 dones). De les 77 persones inactives 12 estaven jubilades, 30 estaven estudiant i 35 estaven classificades com a «altres inactius».

### Ingressos
El 2009 a Saint-Nicolas-lès-Cîteaux hi havia 137 unitats fiscals que integraven 404,5 persones, la mediana anual d'ingressos fiscals per persona era de 19.294 €.

### Activitats econòmiques
Dels 28 establiments que hi havia el 2007, 1 era d'una empresa alimentària, 2 d'empreses de fabricació d'altres productes industrials, 8 d'empreses de construcció, 6 d'empreses de comerç i reparació d'automòbils, 2 d'empreses de transport, 3 d'empreses d'hostatgeria i restauració, 5 d'empreses de serveis i 1 d'una entitat de l'administració pública.
Dels 10 establiments de servei als particulars que hi havia el 2009, 2 eren tallers de reparació d'automòbils i de material agrícola, 2 paletes, 2 guixaires pintors, 2 lampisteries, 1 electricista i 1 restaurant.
L'únic establiment comercial que hi havia el 2009 era una fleca.
L'any 2000 a Saint-Nicolas-lès-Cîteaux hi havia 12 explotacions agrícoles.

## Equipaments sanitaris i escolars
El 2009 hi havia 1 escola maternal integrada dins d'un grup escolar amb les comunes properes formant una escola dispersa i 1 escola elemental integrada dins d'un grup escolar amb les comunes properes formant una escola dispersa.

## Poblacions més properes
El següent diagrama mostra les poblacions més properes.